# Arachnodes manaitrai
Arachnodes manaitrai är en skalbaggsart som beskrevs av Olivier Montreuil 2006. Arachnodes manaitrai ingår i släktet Arachnodes och familjen bladhorningar. Utöver nominatformen finns också underarten A. m. kirindyensis.